# Cemitério Municipal de Tubarão

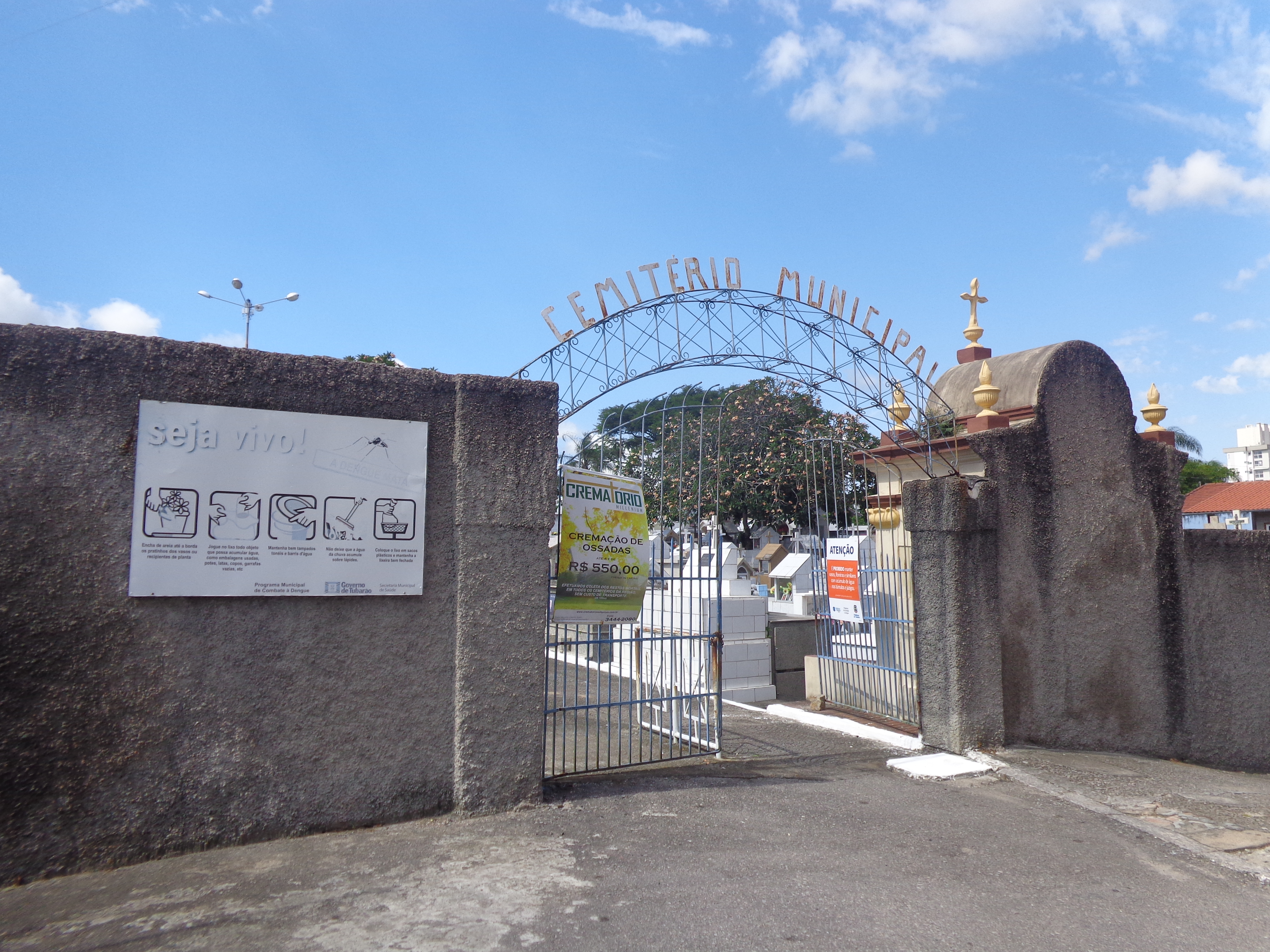
Portão de acesso ao Cemitério Municipal de Tubarão

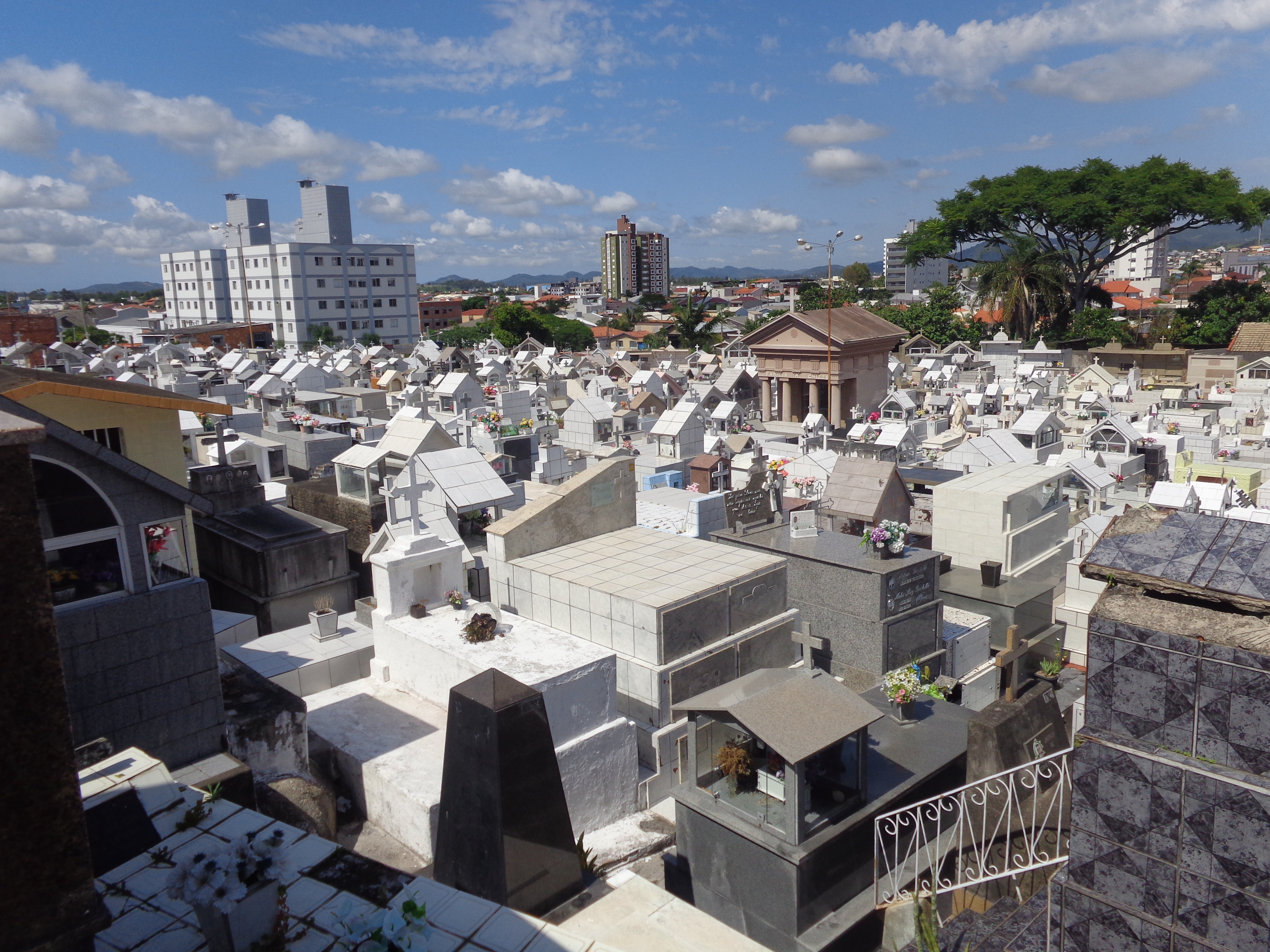
Visão Geral do Cemitério

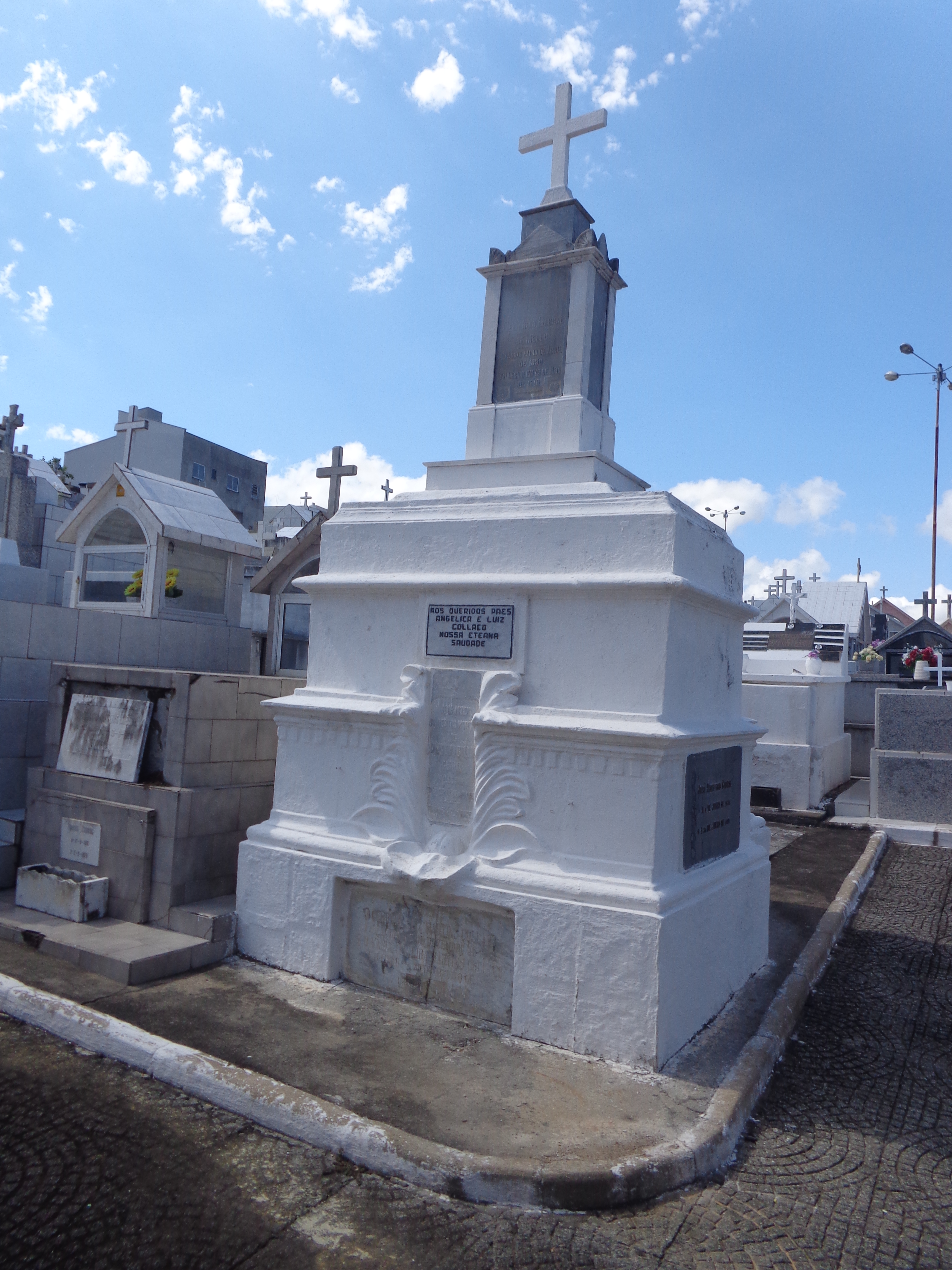
Mausoléu onde estão afixadas as placas sepulcrais de, dentre outros, Luís Martins Collaço (base frontal), José Monteiro Cabral (lateral direita) e João Cabral de Melo (topo sob a cruz). À esquerda está a sepultura de Marcolino Martins Cabral e imediatamente atrás (encoberta) a sepultura do padre Geraldo Spettmann

O Cemitério Municipal de Tubarão é um cemitério localizado em Tubarão, Santa Catarina.
O cemitério foi construído inicialmente ao lado da igreja (Antiga Catedral de Tubarão), e mais tarde, em 28 de dezembro de 1894, por ordem do superintendente (prefeito municipal), João Cabral de Melo, transferido para o local em que hoje se encontra o cemitério "São Sebastião".
Por não satisfazer critérios de estudos ambientais, os sepultamentos no mesmo foram suspensos por decreto municipal em 9 de junho de 2016.

## Sepultamentos
| Nome                     | Nascimento e morte                                             | Imagem | Ocupação                              |
| ------------------------ | -------------------------------------------------------------- | ------ | ------------------------------------- |
| Antônio José de Bessa    | ca. 1810–1878                                                  |        | Comerciante e político                |
| Bernardo Freise          | 2 de janeiro de 1855 – 2 de agosto de 1908                     |        | Padre católico                        |
| Geraldo Spettmann        | Alemanha, 10 de agosto de 1908 – Tubarão, 7 de janeiro de 1949 |        | Padre católico                        |
| João Cabral de Melo      | 1850–1910                                                      |        | Político, prefeito de Tubarão         |
| José Monteiro Cabral     | 1854–1929                                                      |        | Político, prefeito de Tubarão         |
| Luís Martins Collaço     | 1817–1888                                                      |        | Político                              |
| Martinho Ghizzo          | 1873–1946                                                      |        | Político, prefeito de Tubarão         |
| Marcolino Martins Cabral | 1879–1951                                                      |        | Político, prefeito de Tubarão         |
| Otto Feuerschuette       | 1881–1971                                                      |        | Médico, político, prefeito de Tubarão |
| Walter Zumblick          | 1908–1989                                                      |        | Escritor                              |

## Cemitério protestante no antigo cemitério
Em 1882 foi solicitado através de um abaixo-assinado a reserva de uma área delimitada dentro do antigo cemitério ao lado da igreja, como consta em documento transcrito por Walter Zumblick

Os abaixo assignados, de religião christã-protestante, em vista que eh muito necessario de estabelecer um cemiterio acatholico na villa do Tubarão e faltando os meios p. este fim, vêm rogar a seus correligionarios, de te-los a caridade de coadjuvar com alguma quantia, garantindo de sua parte, que não procederão sem combinar com uns ou outros d'estes seus correligionarios.
O cemiterio terá a dimensão de 22 metros em quadro nos fundos da egreja d'esta villa. Os terrenos por parte são concedidos pela camara municipal e por parte comprados e será o cemiterio cercado de tabôado com entrada por um portão do lado de l Est., ficando assim pertencente aos acatholicos dos municipios Tubarão e Laguna, que entrarão n'esta subscripção. Será persetado , si for possivel, attenção a qualquer conselho que alguns correligionarios der.
Villa do Tubarão, em 10 de Julho 1882.
Carlos Walter Kleine
Henrique Feuerschütte

Seguem as assinaturas daqueles que atenderam ao apelo:
- Carlos Walter Kleine - 50$000
- Henrique Feuerschütte - 40$000
- Friederico Feuerschütte - 20$000
- Friederico Feuerschütte - 20$000
- Pedro Weinand - 20$000
- João Kempner - 15$000
- Felippe Kirshner - 20$000
- Hugo von Frankenberg - 10$000
- Gustav Haenshte (?) - 12$000
- Paulo Schroeder - 10$000
- Christian Ziegenköter - 10$000
- Charles Perry - 10$000
- James Perry - 100$000
- Ilegivel - 10$000
- J. Perry - 10$000
- A. Collett - 10$000
- J. Brant B. Carvalho (?) - 10$000
- Frederico Danchward (?) - 25$000
- Jorge Wanner - não pagou - 5$000
- Glycerio Boaventura - 10$000
- O. W. Kastrupp - 10$000
- Ed Allgarue (?) - 10$000
- Alexandre Harschner Hyarup - 10$000
- Frederico Mattes - 5$000
- Rudolfo Kirchner - 10$000
- Baner (?) - 10$000
- Herculano Maynart Franco - 10$000
- Henrique Biehl - 10$000
- Julius Ni (?) - 5$000
- Ranger - 10$000
- Renwick - 10$000
- Eni Englaendner (?) - 6$000
- Ilegivel - 6$000
- E. E. Drysdale - 5$000
- – - 5$000
- Ewald von Frankenberg - 5$000
- W. R. Lews - 6$000
- Johannes Hübbe - 5$000
- August Westphal - 2$000
- Fernando Schwochow - 10$000
- Carl Hoepcke - 25$000